# Hipismo nos Jogos Olímpicos de Verão de 2024 - Adestramento por equipes
A competição do adestramento por equipes do hipismo nos Jogos Olímpicos de Verão de 2024 foi realizada entre 30 de julho e 3 de agosto no Palácio de Versalhes, em Paris. Como todos os outros eventos equestres, a competição de adestramento é aberta para ginetes de ambos os gêneros, totalizando 45 participantes de 15 Comitês Olímpicos Nacionais (CON).

## Qualificação
Cada CON poderia inscrever uma equipe de três ginetes no adestramento por equipes. As vagas foram alocadas ao CON, que selecionou os competidores. Havia 15 vagas para equipes disponível, distribuídas da seguinte forma:
- Nação anfitriã: a França teve a equipe garantida;
- Jogos Mundiais: as seis melhores equipes nos Jogos Equestres Mundiais da FEI 2022;
- Campeonato Europeu: as três melhores equipes do Campeonato Europeu de 2023, nos grupos geográficos A e B (noroeste e sudoeste da Europa);
- Evento do Grupo C: a melhor equipe do evento de qualificação do grupo C (Europa Central, Europa Oriental e Ásia Central);
- Jogos Pan-Americanos: as duas melhores equipes dos Jogos Pan-Americanos de 2023, com os grupos D e E cobrindo as Américas do Norte, Central e do Sul;
- Evento do Grupo F: a melhor equipe do evento de qualificação do grupo F (África, Oriente Médio);
- Grupo G nos Jogos Mundiais: a melhor equipe do Grupo G (Sudeste Asiático, Oceania) foi premiada por meio de uma vaga nos Jogos Mundiais, em vez de um evento de qualificação separado.

CONs que não cumpriram com o certificado de capacidade resultaram em duas vagas sendo realocadas para equipes subsequentes.

## Formato
A competição manteve basicamente o mesmo formato introduzido na edição anterior. Cada equipe é composta de três membros, sem pontuação de descarte. As duas rodadas da competição são o Grand Prix e o Grand Prix Special:
- Grand Prix: todas as 15 equipes competem, com as dez melhores avançando baseadas na soma individual dos três integrantes. O Grand Prix também serve como fase de qualificação para o evento individual;
- Grand Prix Special: as 10 equipes classificadas competem e as melhores colocadas recebem as medalhas (as pontuações da fase anterior não são consideradas). As rotinas do Grand Prix Special podem ser acompanhadas de música.

## Calendário
Horário local (UTC+2)
| Data                | Hora  | Fase               |
| ------------------- | ----- | ------------------ |
| 30 de julho de 2024 | 11:00 | Grand Prix Dia 1   |
| 31 de julho de 2024 | 10:00 | Grand Prix Dia 2   |
| 3 de agosto de 2024 | 10:00 | Grand Prix Special |

## Medalhistas
|  | GER Alemanha                                                                                    |  | DEN Dinamarca                                                                                               |  | GBR Grã-Bretanha                                                             |
|  | Jessica von Bredow-Werndl com TSF Dalera Frederic Wandres com Bluetooth Isabell Werth com Wendy |  | Cathrine Laudrup-Dufour com Freestyle Daniel Bachmann Andersen com Vayron Nanna Skodborg Merrald com Zepter |  | Charlotte Fry com Glamourdale Carl Hester com Fame Becky Moody com Jagerbomb |

## Resultados

### Grand Prix
As dez melhores equipes na soma da pontuação dos três integrantes se classificaram para a final (Grand Prix Special).
| Pos. | CON                | Ginetes                                                                 | Cavalos                                         | Total individual     | Total equipe | Notas |
| ---- | ------------------ | ----------------------------------------------------------------------- | ----------------------------------------------- | -------------------- | ------------ | ----- |
| 1    | GER Alemanha       | Frederic Wandres Isabell Werth Jessica von Bredow-Werndl                | Bluetooth Wendy TSF Dalera                      | 76.118 79.363 82.065 | 237.546      | Q     |
| 2    | DEN Dinamarca      | Nanna Skodborg Merrald Daniel Bachmann Andersen Cathrine Laudrup-Dufour | Zepter Vayron Freestyle                         | 78.028 76.910 80.792 | 235.730      | Q     |
| 3    | GBR Grã-Bretanha   | Carl Hester Becky Moody Charlotte Fry                                   | Fame Jagerbomb Glamourdale                      | 77.345 74.938 78.913 | 231.196      | Q     |
| 4    | NED Países Baixos  | Dinja van Liere Emmelie Scholtens Hans Peter Minderhoud                 | Hermes Indian Rock Toto Jr.                     | 77.764 74.581 72.578 | 224.923      | Q     |
| 5    | SWE Suécia         | Juliette Ramel Patrik Kittel Therese Nilshagen                          | Buriel K.H. Touchdown Dante Weltino             | 71.553 74.314 73.991 | 219.861      | Q     |
| 6    | BEL Bélgica        | Flore de Winne Larissa Pauluis Domien Michiels                          | Flynn FRH Flambeau Intermezzo V/H Meerdaalhof   | 73.028 72.127 72.531 | 217.686      | Q     |
| 7    | FRA França         | Corentin Pottier Alexandre Ayache Pauline Basquin                       | Gotilas du Feuillard Jolene Sertorius de Rima Z | 70.683 70.279 73.711 | 214.673      | Q     |
| 8    | AUT Áustria        | Stefan Lehfellner Florian Bacher Victoria Max-Theurer                   | Roberto Carlos MT Fidertraum Abegglen FH        | 68.183 71.009 74.301 | 213.493      | Q     |
| 9    | FIN Finlândia      | Emma Kanerva Henri Ruoste Joanna Robinson                               | Greek Air Tiffanys Diamond Glamouraline         | 73.680 70.621 65.637 | 209.938      | Q     |
| 10   | AUS Austrália      | Jayden Brown William Matthew Simone Pearce                              | Quincy B Mysterious Star Destano                | 68.991 69.953 70.171 | 209.115      | Q     |
| 11   | CAN Canadá         | Naïma Moreira-Laliberté Chris von Martels Camille Carier Bergeron       | Statesman Eclips Finnländerin                   | 68.711 66.863 68.338 | 203.912      |       |
| 12   | POR Portugal       | António do Vale Maria Caetano Rita Ralão Duarte                         | Fine Fellow Hit Plus Irao                       | 66.910 66.630 68.261 | 201.801      |       |
| 13   | ESP Espanha        | Claudio Castilla Ruiz Juan Antonio Jiménez Borja Carrascosa             | Hi-Rico do Sobral Euclides Mor Frizzantino FRH  | 69.829 60.031 70.823 | 200.683      |       |
| 14   | POL Polônia        | Katarzyna Milczarek Sandra Sysojeva Aleksandra Szulc                    | Guapo Maxima Bella Breakdance                   | 66.910 73.416 60.078 | 200.404      |       |
| –    | USA Estados Unidos | Marcus Orlob Adrienne Lyle Steffen Peters                               | Jane Helix Suppenkasper                         | EL 72.593 66.491     | EL           |       |

### Grand Prix Special
As melhores pontuações individuais somadas no Grand Prix Special definiram os medalhistas por equipes.
| Pos.              | CON               | Ginetes                                                                 | Cavalos                                         | Total individual     | Total equipe |
| ----------------- | ----------------- | ----------------------------------------------------------------------- | ----------------------------------------------- | -------------------- | ------------ |
| Medalha de ouro   | GER Alemanha      | Frederic Wandres Isabell Werth Jessica von Bredow-Werndl                | Bluetooth Wendy TSF Dalera                      | 75.942 79.894 79.954 | 235.790      |
| Medalha de prata  | DEN Dinamarca     | Daniel Bachmann Andersen Nanna Skodborg Merrald Cathrine Laudrup-Dufour | Vayron Zepter Freestyle                         | 75.973 78.480 81.216 | 235.669      |
| Medalha de bronze | GBR Grã-Bretanha  | Becky Moody Carl Hester Charlotte Fry                                   | Jagerbomb Fame Glamourdale                      | 76.489 76.520 79.483 | 232.492      |
| 4                 | NED Países Baixos | Hans Peter Minderhoud Emmelie Scholtens Dinja van Liere                 | Toto Jr. Hermes Indian Rock                     | 72.644 70.684 77.720 | 221.048      |
| 5                 | FRA França        | Corentin Pottier Alexandre Ayache Pauline Basquin                       | Gotilas du Feuillard Jolene Sertorius de Rima Z | 71.748 70.821 72.720 | 215.289      |
| 6                 | SWE Suécia        | Juliette Ramel Therese Nilshagen Patrik Kittel                          | Buriel K.H. Dante Weltino Touchdown             | 68.830 69.650 74.331 | 212.811      |
| 7                 | FIN Finlândia     | Joanna Robinson Henri Ruoste Emma Kanerva                               | Glamouraline Tiffanys Diamond Greek Air         | 71.322 66.413 74.301 | 212.036      |
| 8                 | AUT Áustria       | Stefan Lehfellner Florian Bacher Victoria Max-Theurer                   | Roberto Carlos MT Fidertraum Abegglen FH        | 67.143 70.608 73.754 | 211.505      |
| 9                 | AUS Austrália     | Jayden Brown William Matthew Simone Pearce                              | Quincy B Mysterious Star Destano                | 70.152 69.711 67.340 | 207.203      |
| DSQ               | BEL Bélgica       | Domien Michiels Larissa Pauluis Flore de Winne                          | Intermezzo V/H Meerdaalhof Flambeau Flynn FRH   | 72.386 69.179 74.149 | 215.714      |